# José Gutiérrez Solana
José Luis Gutiérrez Solana – hiszpański malarz, grafik i pisarz. Uważany za prekursora ekspresjonizmu tragicznego.

## Życiorys
Ojciec malarza, również José Gutiérrez Solana, urodził się w Meksyku i dzięki otrzymanemu spadkowi przeniósł się do Hiszpanii. Jego żoną została Manuela Josefa Gutiérrez-Solana, która osierociła José w wyniku ciężkiej i długiej choroby.
Dzieciństwo spędził w Santanderze. Początkowo malarstwa uczył się u wuja. W 1900 r. zaczął studia na Królewskiej Akademii Sztuk Pięknych św. Ferdynanda w Madrycie. Po zakończeniu nauki na zmianę przebywał w Santander i Madrycie. Dużo podróżował, również za granicę do momentu, w którym został pomocnikiem drużyny torreadorskiej Bombé. W 1917 na stałe zamieszkał w Madrycie, gdzie się uczył, malował i pisał.
W 1907 zorganizował wystawę w Círculo de Bellas Artes, a agresja obecna na jego obrazach wywołała wiele kontrowersji. W 1922, a następnie 1929 za obraz Chórzystki (Las coristas) otrzymał nagrodę – I medal na Krajowej Wystawie Sztuk Pięknych.
Jego pierwsza wystawa w Paryżu w 1928 nie zyskała uznania szerszego grona odbiorców. Na jednej pojawił się król Alfons XIII, ale obrazy Solany zostały powieszone tak, żeby nie przeszkadzały władcy. W 1936 był już sławny w Hiszpanii jak i poza nią. Kiedy wybuchła Wojna Domowa, razem z innymi artystami przebywającymi w Madrycie udał się najpierw do Walencji, a stamtąd do Paryża. W 1939 wrócił do Madrytu, gdzie w zmarł w dzień Świętego Jakuba 24 czerwca 1945.
José Gutiérrez Solana stworzył swój własny styl, daleki od stylu akademickiego czy awangardy. Natomiast często przychodził na spotkania towarzyskie inteligencji w madryckiej kawiarni Pombo, o których jego przyjaciel Ramón Gómez de la Serna napisał książkę, a sam malarz uwiecznił je na swoim obrazie Moi przyjaciele (Mis amigos, 1920). Obracał się też w kręgu intelektualistów, takich jak Ramón María del Valle-Inclán czy Ignacio Zuloaga.

## Twórczość
Styl Solany to przede wszystkim subiektywny, pesymistyczny i zdegradowany obraz Hiszpanii, podobnie jak w Pokoleniu 98, twórczości Darío de Regoyos czy już wcześniej wspomniany Ignacio Zuloaga.
W jego twórczości możemy dostrzec m.in. tenebryzm barokowy i światłocień; ciemnym, ponurym i przygnębiającym stylem obrazów, wzorowanym na twórczości Juana de Valdés Leal, Franciska Goi oraz romantycznego Eugenia Lucasa. Jego warsztat związany z tenebryzmem wskazuje na obecny i rozpowszechniony w tamtych czasach w Hiszpanii obskurantyzm.
Jego prace są bardzo charakterystyczne, odznaczają się solidnym wykonaniem, a typowymi kolorami pojawiającymi się na jego obrazach jest czerń i ochra. Charakterystyczne są wyraźne, pełne kontury postaci wraz z mocnymi pociągnięciami pędzla. Jest ekspresjonistą – malował okrutną rzeczywistość, postacie doświadczone przez życie, biedne, nieszczęśliwe.
Głównym tematem jego dzieł była Hiszpania, ale również życie codzienne przedstawiane przez święta, zwyczaje, biedę, prostytucję; występuje brzydota i groteska. Odzwierciedlała także nastoje chłopskie, spotkania intelektualistów (przyjaciele z kawiarni Pombo) oraz tematy Pokolenia 98, np.: bieda na przedmieściach, jadalnie dla bezdomnych, karczmy, tańce ludowe domu publiczne, aresztowania, egzekucje, etc.

## Dzieła malarskie
- La tertulia del Café Pombo (Spotkanie w kawiarni Pombo)
- Las coristas (Chórzystki)
- La visita del obispo (Wizyta biskupa)
- La procesión de la muerte (Procesja śmierci)
- La reunión de la botica (Spotkanie w aptece)
- Los traperos (Gałganiarze)
- Mujer ante el espejo (Kobieta przed lustrem)
- Payasos (Pajace)

## Dzieła literackie
- Madrid. Escenas y costumbres, 1918.
- La España negra, 1920.
- Madrid callejero, 1923.
- Dos pueblos de Castilla, 1924.
- Florencio Cornejo, 1936[1].